# 桑迪諾鎮
桑迪諾鎮（西班牙語：Villa Sandino），是尼加拉瓜的城鎮，位於該國中部，由瓊塔萊斯省負責管轄，始建於1942年8月27日，面積677平方公里，海拔高度289米，2005年人口13,152，人口密度每平方公里19.43人。
12°03′N 84°59′W / 12.050°N 84.983°W